# 发明

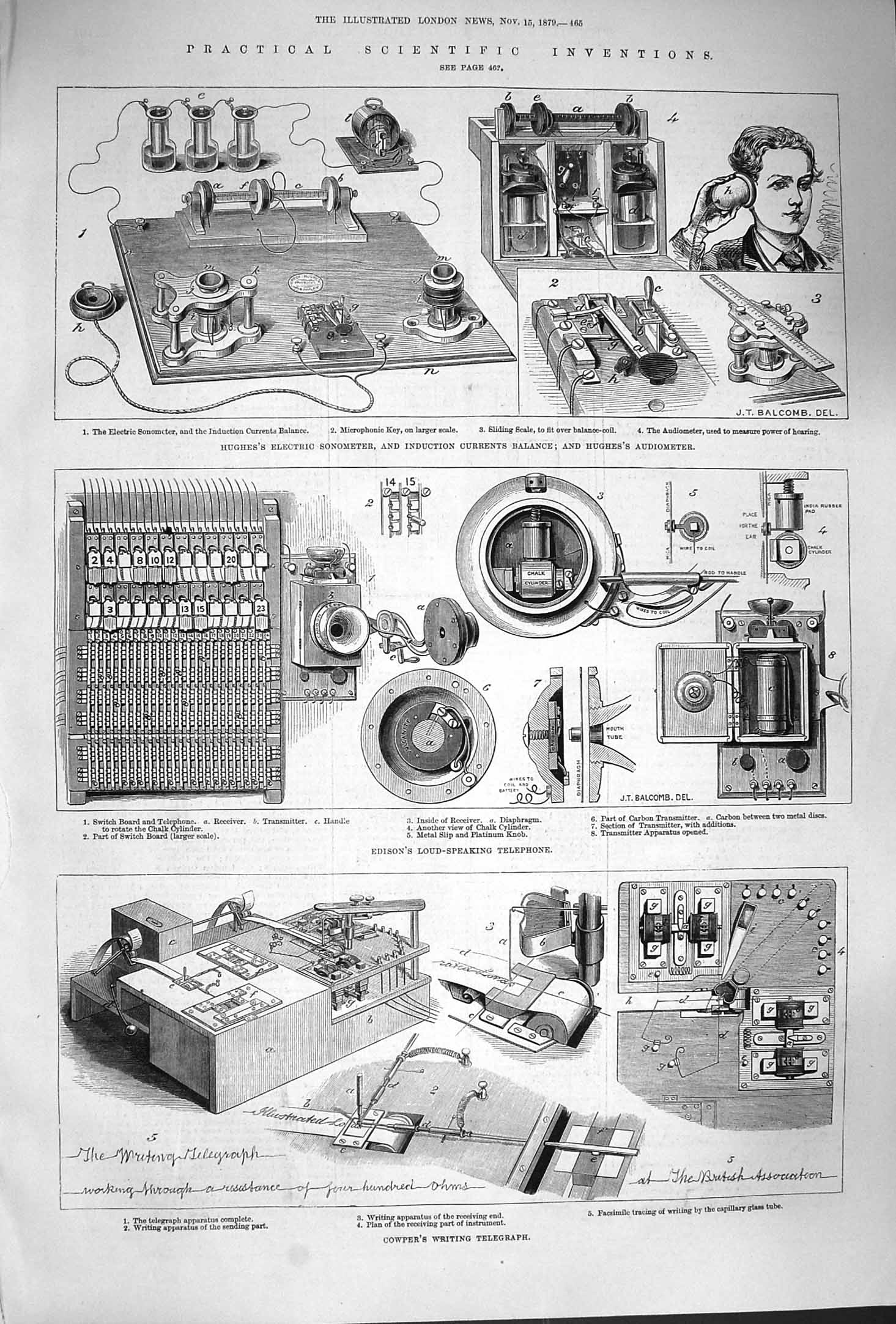
來自1897年倫敦新聞畫報插圖。

發明 （英語：Invention）是一種獨特的、創新的有形或無形物，或是指其開發的過程。可以是指對科技、工具、機械、機器、產品、概念、觀念、制度的創新或改進。

## 發明與創意
一個社會經常問的問題是：「甚麼情況導致發明的產生？」基本上有兩個不兼容的見解：第一個認為缺乏資源促使人們去發明，另一個認為只有過多的資源才會導致發明。
「空中樓閣」，指那些富有創意但是卻因為一些實際的考慮而無法被創造出來的思維。由於發明的產生不一定按照需要的優先次序，因此發明的歷史充滿了這類空中樓閣。比方說，降落傘的設計就先於飛行器的發明，另一些發明則去解決一些沒有經濟價值的問題。
按照政治经济学家约瑟夫·熊彼特的术语，发明与创新不同。一个发明仅仅是纸面上的（虽然发明可能在专利局备案），而一项创新是一项被实际投入使用的发明。但是，这只是社会人类学家和其他社会科学研究员在理论上的冲突。在社会科学范畴中，一项创新可以是对于文化的任何新事物。这项创新不一定已经被采用。对于一项创新的采用（或未采用）的理论被称作创新的传播。这项理论是首先被埃弗雷特·罗杰斯（Everett Rogers）发表，它考虑了某个创新在任何时候被采用的可能性以及人类分类系统或许采用或者促使它的采用。加百利·塔德(Gabriel Tarde)也在他的模仿法（Laws of Imitation）中处理创新采纳的问题。

## 發明的法律上定義
許多國家為了鼓勵發明家發明的辛勞，設立了專利制度使其在法定時間內獨享其發明技術所帶來的商業上利益。為此即必須明確規定「發明」的法律上定義，俾避免法律糾紛。各國法律對發明的定義各有不同，例如：美國專利法對發明的定義是：發明或發現，是相對廣義的定義，而有機會取得專利的發明是：任何新穎且實用的方法、機械、製品或物的組成，或其新穎且實用的改良。中華民國專利法則承襲了日本專利法對發明的定義：利用自然法則之技術思想之（高度）創作；其中，自然法則實係指物理定律，不包括數學方法、人造規則，所以違反物理能量守恆定律的永動機不算是發明，而數學定理或棋藝、牌藝等遊戲，由於並未利用自然法則，也不算發明；再者，技術思想係指可以工業技術重現，所以偶然發生的事物不算發明，而文章、繪畫等雖是創作，亦不算發明。這種發明的定義相對狹義，有利於訂定客觀的審查標準。然而，由於專利的標的較少，專利權的取得較為困難，對發明人較為不利，但一般民眾則不會受到專利權的拘束，可以自由利用發明人的發明（這裡的發明並不符合法律上的發明定義，僅是一般約定俗成的用語）。在這種情況下，發明人可能會以其他方式保護他的發明，例如：著作權或商業秘密。

## 參看
- 发现
- 發明家
- 发明年表
- 專利
- 技術
- TRIZ
- 101个最伟大发明与发现
- 各个国家发明表

## 外部連結
- （英文） 韋氏英文詞典網上版對“發明”一詞的定義